# St. Jakobus der Ältere (Piesenkam)

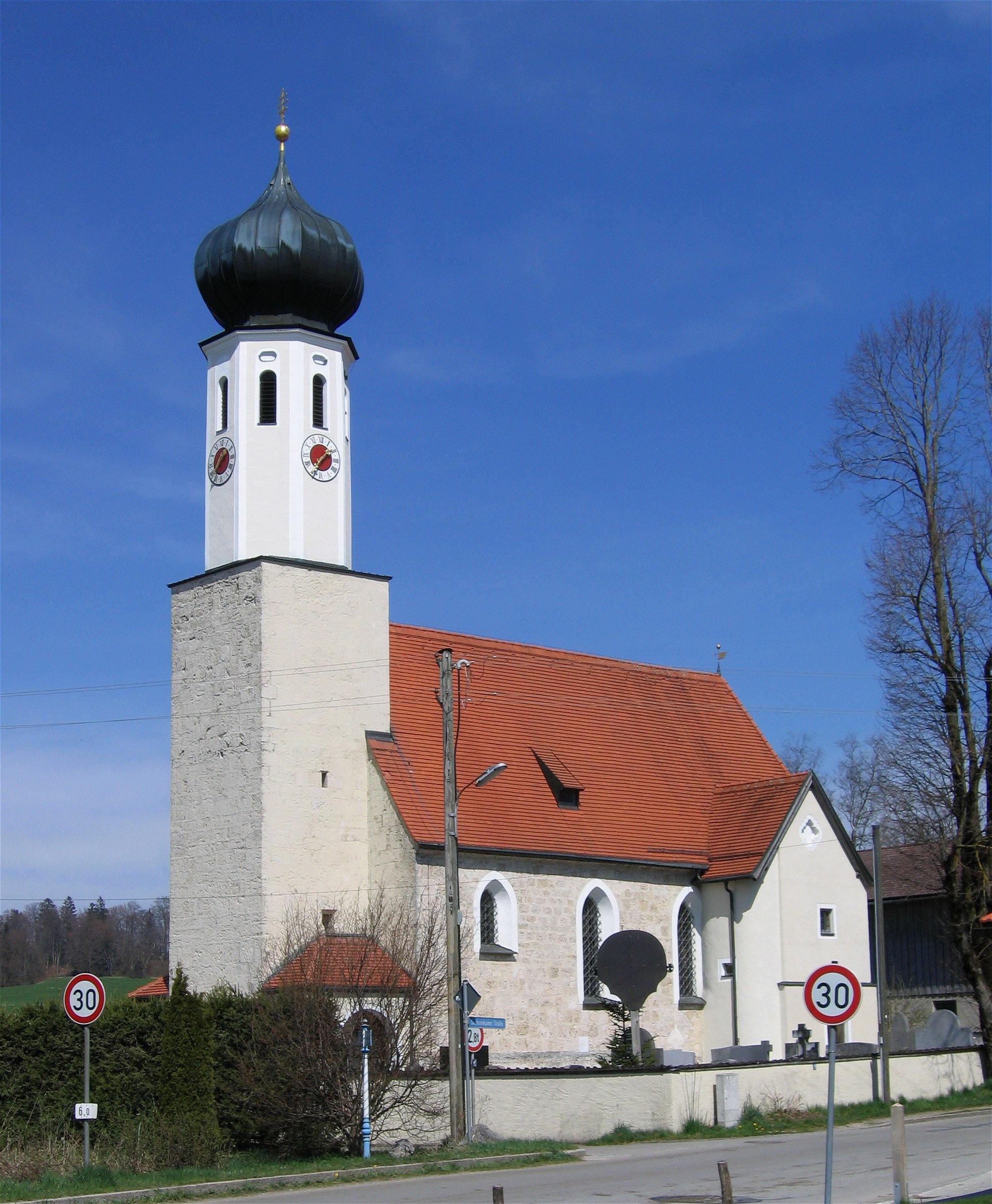
St. Jakobus der Ältere in Piesenkam

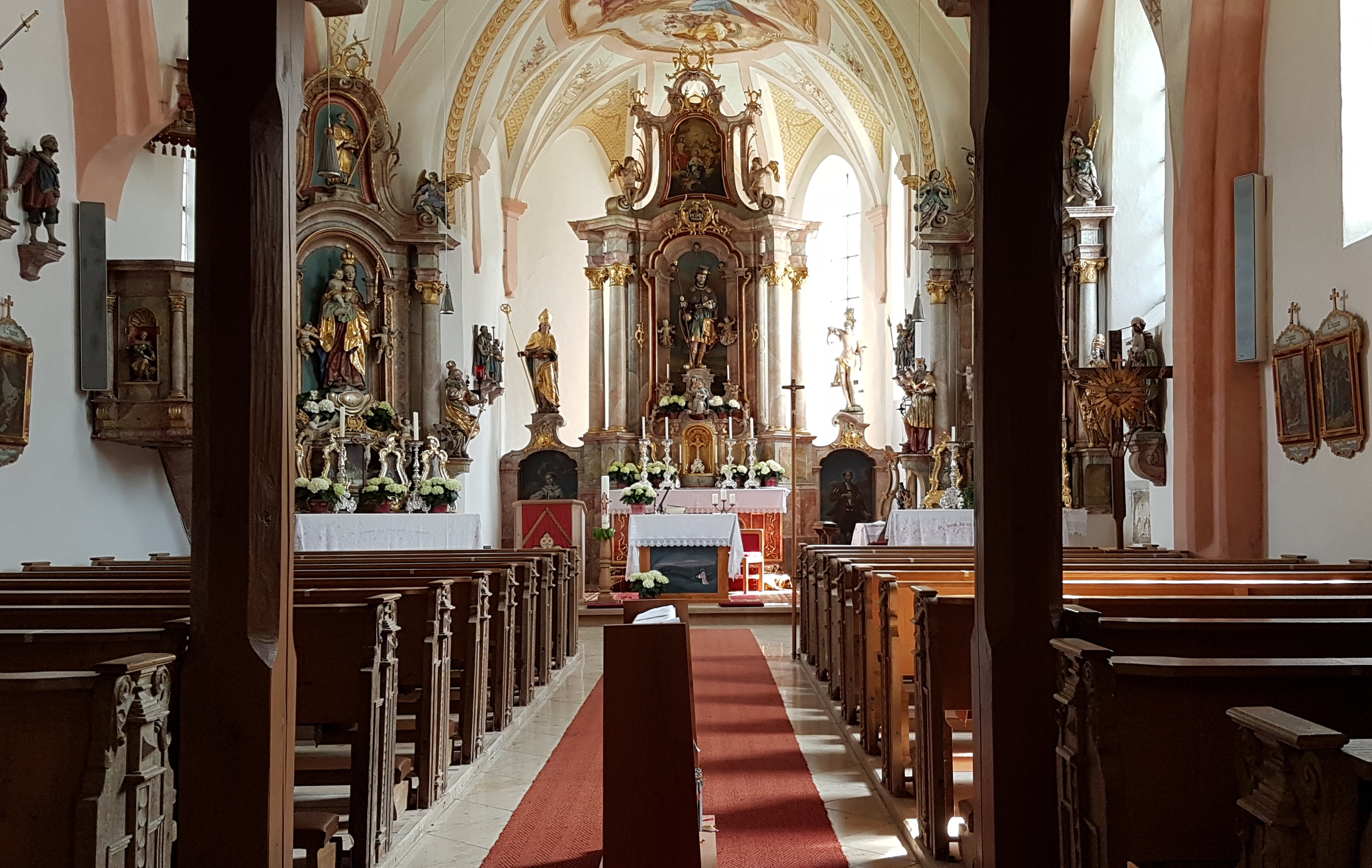
Innenraum

Die römisch-katholische Kirche St. Jakobus der Ältere steht in Piesenkam, einem Gemeindeteil von Waakirchen im oberbayerischen Landkreis Miesbach. Sie ist in der Liste der Baudenkmäler in Waakirchen unter der Nr. D-1-82-134-40 eingetragen. Die Kirche gehört als Filialkirche der Pfarrei Sachsenkam zum Dekanat Bad Tölz-Wolfratshausen im Erzbistum München und Freising.

## Beschreibung
Die 1784 barock umgestaltete spätgotische Saalkirche besteht aus dem Langhaus zu drei Jochen, dem eingezogenen, dreiseitig geschlossenen Chor im Osten, der Sakristei an der Südwand des Chors, in deren Obergeschoss sich ein Oratorium befindet, und dem Kirchturm auf quadratischem Grundriss im Westen, der teilweise in das Langhaus eingestellt ist. Sein oberstes Geschoss ist achteckig und enthält die Turmuhr und den Glockenstuhl mit drei Glocken. Darauf sitzt eine Zwiebelhaube. Ein Vorbau in der Südwestecke von Kirchturm und Langhaus birgt den Eingang. Den Innenraum überspannt ein Stichkappengewölbe. 
Im Retabel des um 1770 gebauten Hochaltars ist Jakobus der Ältere dargestellt. Auf den Opfergangsportalen stehen die Heiligen Benno und Sebastian, auf die Türen sind die heilige Notburga und der heilige Isidor aufgemalt.
Die historische Orgel, erbaut um 1890 von Jakob Müller, Rosenheim, mit sechs Registern auf einem Manual und Pedal mit mechanischer Spiel- und Registertraktur wurde 2004 von Dieter Schingnitz restauriert.